# Shérif (États-Unis)
Pour les articles homonymes, voir Shérif.

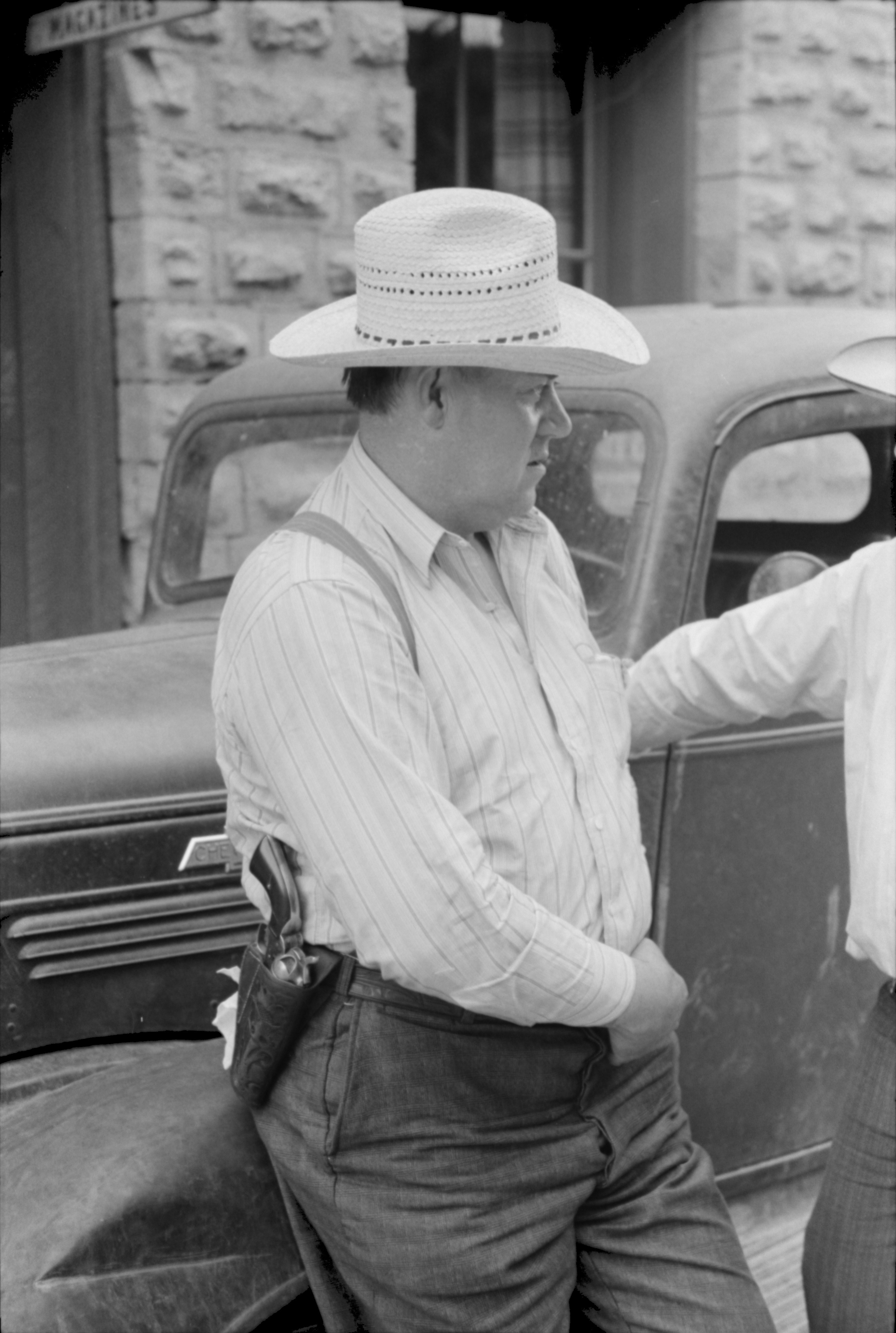
Un shérif adjoint de Mogollon au Nouveau-Mexique en juin 1940.

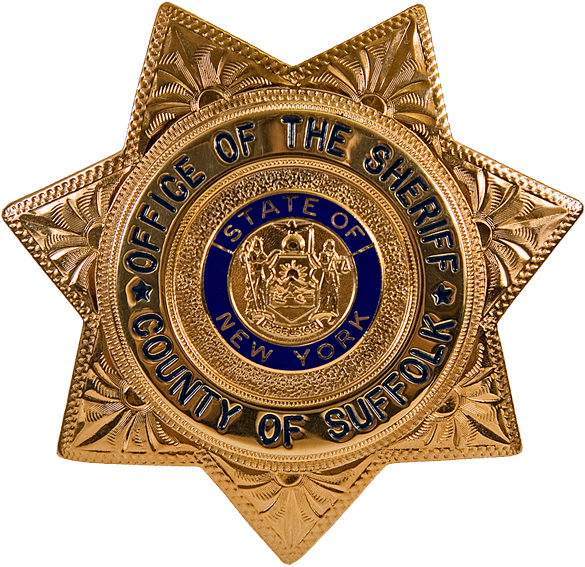
Les insignes de shérif des États-Unis sont généralement en forme d'étoile, contrairement aux insignes d'autres forces de l'ordre américaines, telles que les policiers, qui ressemblent davantage à des boucliers.
Insigne du shérif du comté de Suffolk (New York).

Aux États-Unis, le shérif (sheriff) est un fonctionnaire généralement élu dont le ressort territorial est un comté ou une ville indépendante, chargé du maintien de l'ordre et de l'application de la loi.
Contrairement à la plupart des responsables chargés de l'application des lois aux États-Unis, les shérifs sont généralement élus. Certains États exigent des candidats certaines qualifications en matière de droit. Les shérifs élus sont responsables devant les citoyens du comté, la Constitution de leur État et celle des États-Unis[pas clair].
Les responsabilités des shérifs et de leurs services varient considérablement d'un comté à l'autre. De nombreux shérifs ont la fonction de chef de la police, tandis que certains n'ont qu'une partie limitée des attributions de celui-ci en matière de maintien de l'ordre. Les shérifs sont souvent chargés de gérer les prisons du comté et la sécurité des bâtiments administratifs de leur ressort.

## Généralités

### Territoires américains sans shérif
Sur les 50 États américains, 48 ont des shérifs. 
Les deux exceptions sont l'Alaska, qui n'a pas de comtés et le Connecticut, qui n'a pas de gouvernement local au niveau des comtés. 
Le district fédéral et les cinq territoires peuplés n'ont pas non plus de gouvernements de comté. 

### Élection des shérifs
Les shérifs sont élus pour un mandat de quatre ans dans 42 États, de deux ans dans l'Arkansas et le New Hampshire, de trois ans dans le New Jersey et de six ans dans le Massachusetts. 
Les shérifs ne sont pas élus à Hawaï, Rhode Island et dans un certain nombre de comtés d'autres États. 

### Importance des shérifs dans la société américaine
Dans de nombreuses régions rurales des États-Unis, en particulier dans le Sud et l'Ouest, le shérif est traditionnellement considéré comme l'un des titulaires de fonctions politiques les plus influents d'un comté donné.[réf. nécessaire]

### Les services dirigés par les shérifs
L'organisme dirigé par un shérif est souvent appelé Sheriff's Office (« bureau du shérif »), mais on trouve aussi Sheriff's Department (« département du shérif »). 
Selon la National Sheriffs' Association (en) (Association nationale des shérifs), un syndicat des shérifs, il existait, en 2015, 3 081 bureaux de shérifs. 
Leur taille varie d'unités d'un ou deux membres dans des zones rurales à de grands organismes, notamment le département du shérif du comté de Los Angeles, le plus grand bureau du shérif et le septième plus grand organisme d'application de la loi aux États-Unis, avec 16 400 membres et 400 suppléants de réserve. 
Un officier régulier[pas clair] au bureau d'un shérif est généralement nommé deputy sheriff, sheriff's deputy (« shérif adjoint », « adjoint du shérif ») ou, de manière informelle, deputy (adjoint). Dans un petit bureau de shérif, les adjoints sont directement supervisés par le shérif. Les grands bureaux de shérifs ont plusieurs grades, comme dans un service de police. Le département du shérif du comté de Los Angeles compte des milliers d'adjoints réguliers, qui ont huit grades de moins que le shérif[pas clair]. Le commandant en second du shérif porte généralement le titre de chef adjoint (en) ou de shérif adjoint (en). Dans certains comtés, le shérif adjoint est le directeur de la prison du comté (en).

## Fonctions
Le rôle d'un bureau de shérif varie considérablement d'un État à l'autre et même d'un comté à l'autre. Les shérifs et leurs adjoints (dans tous les États sauf le Delaware, où le rôle défini du shérif est de passer par l'arbitrage) sont généralement des agents de la paix assermentés ayant le pouvoir de procéder à des arrestations avant de passer devant un magistrat ou un juge, de signifier des mandats d'arrêt ou des ordres d'arrestation et de donner une contravention. Certains États étendent cette autorité aux comtés adjacents ou à l'ensemble de l'État. Dans un petit bureau de shérif, le shérif est susceptible d'exercer des fonctions de maintien de l'ordre tout comme un adjoint ou un officier de police ordinaire. Dans les bureaux de shérif de taille moyenne ou importante, cela est rare.
De nombreux bureaux de shérif remplissent également d'autres fonctions telles que le contrôle de la circulation, l'application de la législation sur les animaux, les enquêtes sur les accidents, les enquêtes sur les homicides, les enquêtes sur les stupéfiants, le transport des prisonniers, les agents de ressources scolaires et la sécurité des tribunaux. Les services plus importants peuvent mener d'autres enquêtes criminelles ou s'engager dans d'autres activités spécialisées de maintien de l'ordre. Certains grands services du shérif peuvent disposer d'aéronefs (y compris des avions ou des hélicoptères), de motocyclettes, d'unités K9, d'unités tactiques, de détachements montés ou de patrouilles nautiques.
Dans certaines régions du pays, comme dans les comtés californiens de San Bernardino, Riverside, Orange, Sierra, Tulare et Ventura, le bureau du shérif a également la responsabilité d'un bureau du coroner et est chargé de récupérer les personnes décédées dans leur comté et de procéder aux autopsies. Le fonctionnaire chargé de ces services de shérif porte généralement le titre de shérif-coroner ou de shérif/coroner et les fonctionnaires qui exercent cette fonction pour ces services portent généralement le titre de shérif-coroner adjoint ou de coroner adjoint.
De nombreux services du shérif font appel à l'aide des quartiers locaux, en utilisant une stratégie de police de proximité, pour travailler à la prévention de la criminalité. Le programme national de surveillance de quartier, parrainé par l'association nationale des shérifs, permet aux civils et aux agents de la force publique de coopérer pour assurer la sécurité des communautés.
Alors que les fonctions de police du shérif deviennent de plus en plus étendues et complexes, de nouvelles opportunités de carrière, pour les personnes ayant des compétences spécialisées, s'ouvrent dans les bureaux du shérif à travers le pays. Parmi les spécialités désormais recherchées, il y a la plongée sous-marine, le pilotage, la navigation de plaisance, le ski de neige, la technologie radar, les communications, l'informatique, la comptabilité, la médecine d'urgence et les langues étrangères.
Les bureaux du shérif peuvent coexister avec d'autres organismes chargés de faire respecter la loi au niveau du comté, tels que la police du comté, la police des parcs du comté.

## Catégories de shérifs
Les shérifs aux États-Unis se répartissent généralement en trois grandes catégories :
- Les shérifs de service restreint qui fournissent des services de base liés aux tribunaux, tels que la tenue de la prison du comté, le transport des prisonniers, la sécurité du palais de justice et d'autres tâches relatives à la signification des actes de procédure et des citations à comparaître qui sont délivrées par les tribunaux de comté et d'État. Il procède également souvent à des ventes aux enchères publiques de biens immobiliers saisis dans de nombreuses juridictions, et est souvent aussi habilité à procéder à des saisies de biens meubles pour satisfaire à un jugement. Dans d'autres juridictions, ces fonctions de procédure civile sont assurées par d'autres agents, tels qu'un marshal ou un constable. Le bureau du shérif de Philadelphie, en Pennsylvanie, en est un exemple.
- Les shérifs à service limité, en plus de ce qui précède, remplissent un certain type de fonction traditionnelle de maintien de l'ordre, comme les enquêtes et les patrouilles. Cela peut se limiter à des fonctions de police de sécurité sur les propriétés du comté (et d'autres par contrat) à l'exécution de ces fonctions dans des zones non constituées du comté, et certaines zones constituées par contrat.
- Les shérifs à service complet, les plus courants, assurent toutes les fonctions traditionnelles de maintien de l'ordre, y compris les patrouilles et les enquêtes à l'échelle du comté, indépendamment des limites municipales.

À noter qu'il existe deux équivalents fédéraux du shérif : le premier est l'United States Marshals Service, une agence du département de la Justice. Il en existe 94, un pour chaque district judiciaire fédéral. L'U.S. Marshal et ses adjoints sont responsables du transport des prisonniers et de la sécurité des tribunaux de district des États-Unis, ainsi que de la délivrance et de l'application de certaines procédures civiles. L'autre est le marshal de la Cour suprême des États-Unis qui remplit toutes les fonctions liées aux tribunaux pour la Cour suprême des États-Unis.

## Types de shérif par État

### Alabama
En Alabama, un shérif est un fonctionnaire élu et le chef des forces de l'ordre dans un comté donné. Il y a un shérif pour chacun des 67 comtés de l'Alabama, avec un nombre variable d'adjoints et de membres du personnel (généralement en fonction de la population). Le bureau d'un shérif fournit généralement des services de maintien de l'ordre aux localités non constituées en municipalités situées dans les limites des comtés. 

### Alaska
Les bureaux du shérif n'existent pas en Alaska, en vertu de la Constitution de l'État. Au lieu de cela, les fonctions qui seraient exercées par les shérifs des juridictions des 48 États contigus et leurs adjoints (comme la procédure civile, la sécurité des tribunaux et le transport des prisonniers) sont assurées par les Alaska State Troopers et les agents de l'Alaska DPS Judicial Services (en français : services judiciaires du DPS de l'Alaska), qui sont l'équivalent des huissiers dans les juridictions des 48 États contigus. Leur statut d'agent de la paix est limité aux tribunaux et au transport des prisonniers en détention. De plus, comme il n'y a pas de prisons de comté, le département correctionnel de l'Alaska gère des prisons régionales qui sont des services d'avant-procès séparées pour les hommes et les femmes, ce qui permet de séparer les détenus en attente de jugement qui sont légalement innocents, des prisonniers condamnés qui purgent une peine imposée par un tribunal à la suite d'une condamnation pénale. Ces services de détention provisoire sont l'équivalent des prisons de comté dans les autres États. Cela fait des agents de l'Alaska tant des agents de correction que de la détention à part entière. Les unités de détention préventive accueillent les personnes accusées officiellement de crimes et placées en détention préventive, par opposition aux prisons traditionnelles pour les personnes condamnées à une peine d'incarcération. 

### Arizona

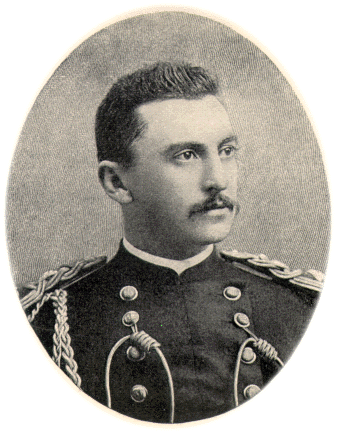
William Owen Buckey O'Neill, shérif du comté de Yuma (1888).

En Arizona, un shérif est le chef des forces de l'ordre de l'un des 15 comtés de l'État, avec un nombre variable d'adjoints et de personnel divers (généralement en fonction de la population). Un officier de l'Arizona est spécifiquement investi par la Constitution de l'Arizona (en) et le shérif, dirige un bureau de shérif (le comté de Pima utilise plutôt le terme de département du shérif), fournit généralement des services d'application de la loi aux localités non constituées en municipalités situées dans les limites de leur comté, entretient la prison du comté et effectue tous les actes de procédure pour la division de la Cour supérieure de ce comté.
L'Arizona est unique en ce sens que de nombreux bureaux de shérif ont formé des unités de détachement semi-permanentes qui peuvent être utilisées comme réserve, le posse, pour la force d'intervention principale, dans diverses circonstances, et non pas uniquement pour la recherche de fugitifs comme c'est le cas depuis toujours.
Le bureau du shérif du comté de Maricopa (en) (MCSO) est le plus grand bureau de shérif de l'Arizona et le troisième des États-Unis, avec un total de 575 agents assermentés et 2 735 employés civils et de détention, en 2017. Le MCSO est dirigé par le shérif Paul Penzone (en).

### Arkansas

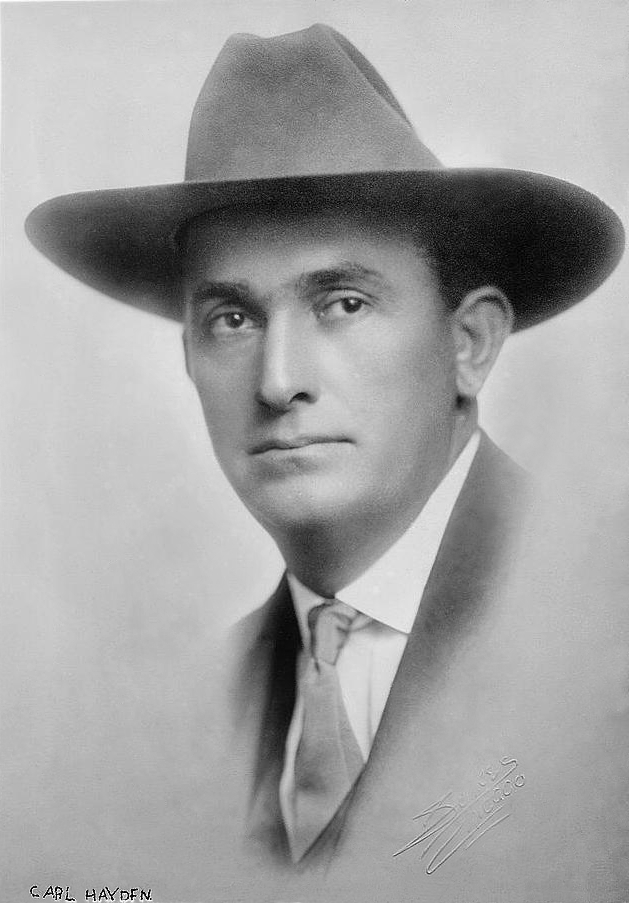
Carl Hayden, shérif de l'Arizona et plus tard, sénateur des États-Unis.

En Arkansas, les shérifs et leurs adjoints sont des agents de la paix pleinement habilités à exercer leur fonction sur l'ensemble du comté et peuvent donc légalement exercer leur autorité dans les zones non constituées en municipalité. En vertu de la législation de l'État, les shérifs et leurs adjoints, ainsi que tous les autres agents de la paix et des forces de l'ordre, sont en service 24 heures sur 24, ce qui signifie qu'ils peuvent procéder à des arrestations avec ou sans mandat (à condition que l'arrestation sans mandat résulte d'une violation de la loi commise en leur présence ou à leur vue). 
Les fonctions d'un shérif de l'Arkansas consistent généralement à fournir des services de police aux résidents, à gérer la ou les prisons du comté et à fournir des huissiers pour le comté, le district et les autres tribunaux du comté. En vertu de la loi de l'Arkansas, le shérif est le chef des forces de l'ordre du comté. Il y a 75 shérifs de comté en Arkansas, un pour chaque comté, quelle que soit la taille de sa population.
À de très rares exceptions près, les shérifs et leurs adjoints ne peuvent exercer leur autorité officielle que dans les limites géographiques de leur comté spécifique.
Le bureau du shérif a été créé par la constitution de l'État et n'a pas été modifié, de manière substantielle, en 100 ans. 
En Arkansas, les shérifs sont élus, les années paires, par les citoyens de leur comté, pour un mandat de quatre ans, conformément à la constitution de l'État. Les shérifs s'appuient sur l'organe législatif du comté, connu sous le nom de Quorum Court, pour s'approprier le financement et approuver le budget de fonctionnement annuel. Toutefois, dans toutes les autres circonstances, le shérif est entièrement indépendant dans la gestion de son mandat et n'est pas subordonné ou responsable devant un autre fonctionnaire ou organe élu du comté.
En vertu de la loi de l'Arkansas, un shérif ne peut pas faire campagne, pour être réélu, s'il porte un badge appartenant au comté. 

### Californie
En Californie, un shérif est un fonctionnaire élu et le chef des forces de l'ordre dans un comté donné. Le service du shérif de chaque comté assure la police des zones non constituées en municipalités (zones du comté qui ne relèvent pas de la compétence d'un service de police d'une municipalité constituée). En tant que tels, le shérif et ses adjoints, dans les zones rurales et les localités non constituées en municipalités, sont équivalents aux policiers dans les villes. Le service du shérif peut également fournir des services de police aux villes constituées par contrat (voir ville contractuelle (en)). Les services du shérif en Californie sont également chargés de faire appliquer le droit pénal sur les terres tribales des Amérindiens, comme le prescrit la loi publique 280 (en), promulguée en 1953. Cette loi a transféré la responsabilité de l'application du droit pénal sur les terres tribales du gouvernement fédéral aux gouvernements des États spécifiés.
Tous les agents de la paix en Californie peuvent exercer leurs pouvoirs de police dans tout l'État, en service ou non, indépendamment des frontières des comtés ou des municipalités. Les shérifs de Californie et leurs adjoints ont donc les pleins pouvoirs de police dans les localités constituées en municipalités ou non, en dehors de leurs propres comtés, ainsi que sur les autoroutes et les axes inter-États.
Avant 2000, il y avait un constable ou un marshal dans la plupart (mais pas dans tous) des 58 comtés de Californie. Le constable ou le marshal était chargé de fournir des huissiers aux tribunaux municipaux et aux tribunaux de justice et de servir les procédures pénales et civiles. Lors d'une réorganisation du système judiciaire de l'État au début de la première décennie du XXIe siècle, les rôles de constable, de marshal et de shérif ont été fusionnés, de sorte que les shérifs californiens assument les fonctions de la plupart des marshals et le poste de constable a été entièrement supprimé. Les bureaux des marshals n'existent plus que dans trois comtés - Shasta, Trinity et San Benito - où ils remplissent toutes les fonctions de sécurité des tribunaux et de service des mandats.

#### Comté de Los Angeles

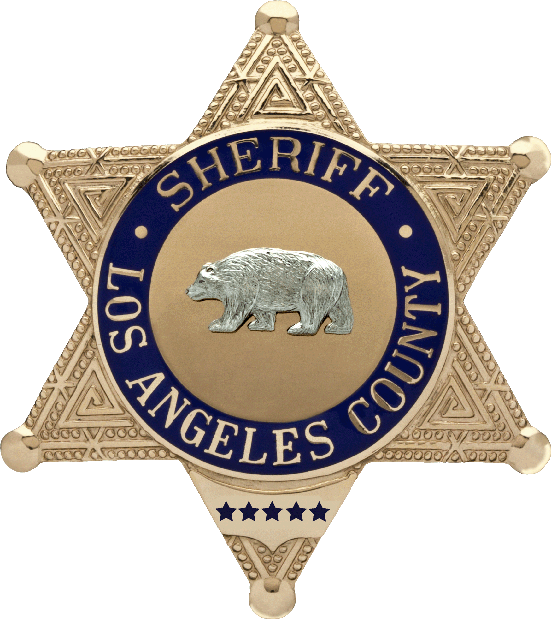
Badge de shérif du comté de Los Angeles.

Le service du shérif du comté de Los Angeles (LASD) dessert le comté de Los Angeles, en Californie. Avec plus de 18 000 employés, c'est le plus grand département du shérif des États-Unis et il fournit des services généraux de maintien de l'ordre dans les zones non constituées en société du comté de Los Angeles, servant d'équivalent à la police municipale pour les zones non constituées en municipalité du comté ainsi que pour les localités constituées en municipalité du comté qui ont passé un contrat avec l'agence pour des services de maintien de l'ordre (appelées « villes contractuelles » dans le jargon local). Elle exerce également une compétence principale sur les installations exploitées par le comté de Los Angeles, telles que les parcs locaux, les marinas et les bâtiments gouvernementaux ; elle fournit des services de maréchalerie à la Cour supérieure de Californie, dans le comté de Los Angeles ; elle gère le système de prisons du comté et fournit des services tels que des laboratoires et des formations en académie aux petits organismes chargés de l'application de la loi dans le comté. Elle exerce également une compétence principale sur les installations exploitées par le comté de Los Angeles, telles que les parcs locaux, les marinas et les bâtiments gouvernementaux ; elle fournit des services à la Cour supérieure de Californie (en), située dans le comté de Los Angeles ; elle gère le système de prisons du comté et fournit des services tels que des laboratoires et des formations en académie aux petits organismes chargés de l'application de la loi dans le comté. 

#### San Francisco
La ville et le comté de San Francisco étant regroupés et coïncidents - c'est la seule ville et le seul comté regroupés en Californie - le shérif de San Francisco (en) a toujours eu le pouvoir de faire respecter la loi. Cependant, comme le département de police de San Francisco fournit un service de police général, pour la ville, le département du shérif s'occupe des tâches judiciaires, du personnel de la prison et fournit des services d'application de la loi pour les installations de la ville telles que l'hôtel de ville de San Francisco et l'hôpital général de San Francisco. Les adjoints du shérif de San Francisco soutiennent la police de San Francisco en cas de besoin et procèdent à des arrestations pour infraction à la loi pénale et au code de la route dans l'exercice de leurs fonctions.

### Colorado
Le département du shérif de Denver gère les établissements correctionnels du comté ainsi que les fonctions du tribunal. L'application de la loi et les enquêtes relèvent de la responsabilité du département de police de Denver. Le shérif de Denver est nommé par le maire, et fait office de chef assermenté du département du shérif. Denver a des shérifs adjoints, depuis la création de la ville et celle du comté de Denver, en 1902, mais l'organisation actuelle du département du shérif de Denver n'a pas été établie avant 1969, regroupant toutes les fonctions du shérif sous une seule structure de gestion.
Le shérif de Denver est, avec celui de Broomfield, une anomalie dans l'État. Dans tous les autres comtés, le shérif est un fonctionnaire élu et est le chef des forces de l'ordre de son comté.

### Connecticut
Le Connecticut a aboli les shérifs de comté, en 2000, par la loi publique 00-01. Tous les fonctionnaires chargés des affaires civiles ont prêté serment en tant que marshals d'État et les fonctionnaires spéciaux chargés des affaires pénales ont prêté serment en tant que marshals judiciaires. Les constables restent des officiers municipaux, régis par leur ville respective. Quelques villes ont des shérifs locaux qui exercent principalement des fonctions de service de police et peuvent agir en tant que sergent d'armes pour les réunions municipales.
Avant l'abolition des shérifs de comté, en 2000, les fonctions des shérifs du Connecticut se limitaient à la signification des actes de procédure, aux huissiers de justice et à l'exécution des mandats de perquisition et d'arrêt. D'autres tâches de maintien de l'ordre, telles que l'intervention d'urgence, la patrouille routière et le contrôle de la circulation, ainsi que le maintien de l'ordre public, étaient confiées aux services ou aux agents de police municipaux ou à la police d'État du Connecticut dans les endroits où il n'existe pas de service de police local. 

### Delaware
La première constitution du Delaware (en), de 1776, fait du shérif un conservateur de la paix (en), dans le comté où il réside, soit ceux de New Castle, Kent et Sussex. Le shérif était et est toujours, choisi par les citoyens de chaque comté, lors des élections générales, pour un mandat de quatre ans. Selon le titre 10, chapitre 21 du code du Delaware, le shérif est un officier de justice. Ses responsabilités comprennent le traitement des ordonnances du système judiciaire, la convocation lors des enquêtes, celle des jurés et des témoins pour les tribunaux et la conduite des ventes d'exécution contre des biens personnels et immobiliers. Les shérifs de comté et leurs adjoints, régulièrement nommés, prennent également en charge les personnes non incarcérées dès qu'elles sont reconnues coupables d'un délit passible d'emprisonnement et les transfèrent dans l'établissement correctionnel approprié pour qu'elles y purgent leur peine. Les shérifs de comté et leurs adjoints ne s'occupent pas de l'application typique de la loi. Leur rôle principal est de fournir des services d'application de la loi pour les tribunaux. Les activités typiques de maintien de l'ordre, telles que l'application des lois sur les véhicules à moteur, les enquêtes sur les crimes et les patrouilles de routine, sont assurées par les forces de police des États, des comtés et des municipalités (villes ou agglomérations).

### District de Columbia
Il n'y a pas de shérif, nommé ou élu, dans le district de Columbia car, en tant que ville fédérale, elle se trouve dans une position unique et compliquée par rapport aux autres juridictions des États-Unis. Comme le gouvernement de district est à la fois une agence du gouvernement fédéral et un gouvernement local, dûment élu, en vertu du Home rule de Columbia (en), de nombreuses fonctions qui seraient normalement réservées au bureau du shérif sont déléguées à diverses autres agences. L'United States Marshals Service, en tant qu'agence du gouvernement fédéral, s'occupe officiellement de la plupart des procédures judiciaires et civiles dans le district de Columbia, tandis que le département de police des services de protection du district de Columbia (en) (PSPD) s'occupe de nombreuses autres fonctions normalement réservées au bureau du shérif, au nom du gouvernement local élu. 

### Floride
Les shérifs de Floride font partie des quelques bureaux constitutionnels de Floride, c'est-à-dire que le poste a été créé dans le cadre de la constitution de l'État de Floride, qui précise leurs pouvoirs et qu'ils doivent être élus au scrutin général. Ils sont les principaux responsables de l'application de la loi, dans leurs comtés respectifs. Le bureau du shérif est responsable de l'application de la loi, des services correctionnels et des tribunaux du comté. Bien que chaque bureau de shérif de comté soit une agence indépendante, tous portent l'uniforme vert des shérifs de Floride avec des badges et des écussons similaires, et conduisent des véhicules avec des motifs verts et or, comme le prescrivent les statuts de l'État de Floride, à l'exception de ceux de Duval et Miami-Dade. Les shérifs  du comté de Collier ne portent pas, non plus, de vert mais plutôt un uniforme gris aux accents verts.

#### Comté de Miami-Dade
Le comté de Miami-Dade, auparavant comté de Dade, a deux directeurs, nommés par sa commission de comté. Dans le comté de Miami-Dade, les fonctions des deux directeurs nommés sont réparties comme suit : 
- un directeur qui est à la fois le directeur métropolitain et le directeur de la sécurité publique. En tant que directeur de la sécurité publique, il est le chef du département de police de Miami-Dade (distinct du département de police de la ville de Miami),
- l'autre directeur commande les services correctionnels du Miami-Dade Department of Corrections. Il est chargé de la prise en compte et de la garde des prisonniers.

#### Comté de Duval
Lors de la consolidation des gouvernements du comté de Duval et de la ville de Jacksonville, en 1968, le département du shérif du comté de Duval et le département de la police de Jacksonville fusionnent en une seule agence d'application de la loi unifiée, appelée bureau du shérif de Jacksonville (en) (JSO). Commandés par le shérif élu du comté de Duval et un personnel supérieur désigné, ses 1 675 membres assermentés sont appelés « policiers » plutôt qu'adjoints. Tous les policiers du JSO sont également shérifs adjoints, afin de remplir ces fonctions, que la Floride autorise uniquement aux « shérifs et à leurs adjoints », comme la signification de mandats. De même, les 800 membres du département des services correctionnels du JSO sont des Correctional Officers.
Les uniformes du JSO et ses services pénitentiaires sont bleu marine foncé, avec des dispositifs argentés pour les policiers et les agents pénitentiaires et dorés pour le personnel de surveillance et de commandement. Les véhicules marqués JSO sont blancs avec une large bande dorée de chaque côté, le mot « SHERIFF » étant affiché en bleu marine sur chaque quart de panneau arrière et « POLICE » en bleu marine à l'arrière du véhicule. En 2007, en termes d'agents assermentés, la JSO était la 25e plus grande agence de police locale aux États-Unis et la deuxième plus grande dans l'État de Floride.

#### Comté de Broward
Le bureau du shérif (BSO) du comté de Broward est actuellement sous la direction du shérif Gregory Tony et est un service complet d'application de la loi. Le shérif dispose d'un sous-shérif (en anglais : undersheriff) et de plusieurs chefs de district, également appelés commandants de district. Ce personnel porte généralement le titre de capitaine. Le BSO  dirige et supervise également les opérations d'incendie, de sauvetage et de services médicaux d'urgence (SMUR) pour le comté, appelés Broward County Fire Rescue (BSO ou County Fire Rescue). Un chef des pompiers et plusieurs chefs adjoints supervisent les opérations de la division incendie/sauvetage/services d'urgence. Le service de secours incendie du BSO dessert les parties non constituées en municipalité du comté ainsi que les municipalités sous contrat pour les services d'incendie/sauvetage/SMUR. Le BSO exploite également plusieurs hélicoptères qui ont un double usage. Chaque hélicoptère est adapté aux tâches de maintien de l'ordre ainsi qu'à l'évacuation médicale. Ces hélicoptères sont dotés d'adjoints assermentés ainsi que d'une infirmière de vol ou d'un médecin de vol. Le BSO dispose également d'une patrouille maritime professionnelle, d'une patrouille à cyclomoteur et d'une patrouille montée (à cheval). Le bureau du shérif de Broward sous-traite également ses tâches de maintien de l'ordre à des municipalités qui n'ont pas de service de police local ou qui ont dissous le service de police local pour l'intégrer au BSO.

### Géorgie
Les shérifs et leurs adjoints, ainsi que tout autre agent de la paix certifié par l'État, ne peuvent procéder à une arrestation en service ou hors service qu'après avoir déclaré qu'ils sont des agents de la paix dans l'État de Géorgie. Les shérifs de Géorgie sont l'un des cinq fonctionnaires de comté énumérés dans la constitution de l'État et sont des fonctionnaires de comté à part entière. L'article IX, section I de la constitution précise que les shérifs « sont élus par les électeurs qualifiés de leurs comtés respectifs pour un mandat de quatre ans et ont les qualifications, les pouvoirs et les devoirs prévus par la loi générale ». Cependant, plusieurs comtés métropolitains ont choisi de former une police de comté pour assurer les fonctions de maintien de l'ordre en laissant le shérif aux fonctions judiciaires. D'autres ont également un marshal de comté qui assure l'application de la loi civile. Même avec d'autres agences dans le même comté, comme la police du comté, le shérif est le chef de l'application de la loi de chaque comté. Tous les agents de la force publique, en Géorgie, sont compétents à l'échelle de l'État si le crime se produit en leur présence immédiate, mais les shérifs sont également compétents à l'échelle de l'État si le crime a été commis dans leur comté. Cela signifie que si une personne enfreint la loi dans un comté et s'enfuit dans un autre, le shérif peut se rendre n'importe où dans l'État pour enquêter sur le crime, procéder à l'arrestation et ramener l'accusé dans le comté d'origine. 
La plupart des qualifications, pouvoirs et fonctions d'un shérif, en Géorgie, sont détaillés dans le titre 15, chapitre 16 de la loi de l'État. Entre autres, la loi dispose que « le shérif est l'officier de police de base des différents comtés de cet État ». L'article 10 précise que le shérif a autant d'autorité, au sein des municipalités, que dans les zones non constituées en municipalité, de son comté, bien que de nombreux shérifs s'abstiennent d'exercer les fonctions habituelles de maintien de l'ordre au sein des municipalités qui disposent de leur propre service de police, sauf demande expresse en ce sens, ou s'ils sont tenus de le faire pour satisfaire à d'autres dispositions du droit de l'État.
Outre l'application de la loi, les shérifs ou leurs adjoints exécutent et restituent toutes les procédures et ordonnances des tribunaux. Ils reçoivent, transportent et gardent en détention les personnes incarcérées pour le tribunal, se rendent sur le ou les lieux où se tiennent les élections, gardent tous les palais de justice, prisons, terrains publics et autres biens du comté. Ils tiennent un registre de tous les marchands de métaux précieux et veillent à la perception des taxes qui peuvent être dues à l'État, ainsi que de nombreux autres droits.
Le bureau du shérif en Géorgie existait à l'époque coloniale et a été inclus dans la première constitution officielle de la Géorgie, en 1777. Il n'y a pas de limite au nombre de mandats qu'un shérif peut effectuer. Le titre 15, chapitre 16, section 40 de la loi géorgienne précise qu'à l'âge de 75 ans, un shérif qui a occupé cette fonction pendant 45 ans ou plus est automatiquement nommé shérif honoraire de l'État de Géorgie.
Dans les comtés métropolitains, les responsabilités du shérif ont évolué, passant d'un rôle de seul responsable de l'application de la loi pour leur comté à des fonctions traditionnelles liées aux tribunaux, mais avec des tâches étendues en coordination avec un département de police de comté dans les banlieues de la capitale de l'État et dans les grandes villes. Lorsque ces départements de police de comté ont été créés, ils ont assumé des responsabilités en matière de patrouilles, d'enquêtes, de lutte contre la criminalité et de sécurité des transports.
Il existe deux comtés de Géorgie où le département de police du siège du comté et le bureau du shérif local ont fusionné la plupart de leurs opérations générales : le bureau du shérif du comté de Macon-Bibb et celui du comté d'Augusta-Richmond.

### Hawaï
Il y a deux shérifs à Hawaï :
- Le bureau du shérif relève de la division du shérif du Département de la sécurité publique d'Hawaï (en)[8]. Il est l'équivalent fonctionnel d'un département de police d'État et a la particularité de faire d'Hawaï le seul État américain à ne pas avoir de département de police d'État officiellement désigné et l'un des deux à avoir un département du shérif à l'échelle de l'État (l'autre étant le Rhode Island). Bien que la juridiction de la division du shérif couvre l'ensemble de l'État, ses principales fonctions sont la protection judiciaire et exécutive, la sécurité au Capitole de l'État d'Hawaï, l'application de la loi dans les aéroports d'Hawaï, la lutte contre les stupéfiants, le transport des prisonniers, le traitement et la signification des ordonnances et des mandats des tribunaux, et la patrouille de certaines routes et voies navigables en collaboration avec d'autres organismes de l'État.
- Le shérif du comté de Kalawao, à Hawaï, situé sur la péninsule de Kalaupapa, sur la côte nord de l'île de Molokai, est choisi parmi les 147 résidents locaux (147 habitants au total selon le recensement américain de 2000), par le ministère de la santé d'Hawaï, qui administre le comté. Le shérif est le seul employé du gouvernement du comté.

### Idaho
L'État de l'Idaho se compose de 44 comtés. Chacun d'eux dispose d'un poste élu au bureau du shérif, qui est l'organe suprême d'application de la loi d'un comté. Le bureau du shérif est élu pour un mandat de 4 ans.

### Illinois
Dans l'Illinois, le shérif est la plus haute autorité chargée du respect de la loi, présent dans chaque comté ; cependant, les localités constituées en municipalités, quelle que soit leur taille, sont responsables de l'application principale de la loi dans leur juridiction. Par conséquent, les bureaux des shérifs concentrent généralement leurs fonctions de police sur les zones non constituées en municipalité. En outre, de nombreuses petites municipalités versent, au bureau du shérif, une partie de leurs fonds destinés à l'application de la loi pour que le shérif soit leur principal responsable de l'application de la loi : généralement soit pendant la nuit, ce qui permet au service de police local de travailler avec les agents locaux pendant la journée, soit à plein temps, ce qui évite au village d'avoir besoin de son propre service de police.
En plus d'assurer le maintien de l'ordre, le bureau du shérif contrôle la prison du comté, garde le palais de justice, fait office d'huissier de justice pour les documents judiciaires tels que les convocations et supervise les expulsions, même au sein des municipalités disposant de leurs propres forces de police.

#### Comté de Cook
Le bureau du shérif (en) du comté de Cook est le deuxième plus grand des États-Unis, avec plus de 6 900 membres. En raison de sa taille, le bureau du shérif du comté de Cook divise ses activités par tâche, en 8 départements, dont le plus connu est le département des services judiciaires du comté de Cook. Le département de police, du shérif du comté de Cook, beaucoup plus petit, fournit les services de police traditionnels dans les zones non constituées en municipalité du comté de Cook, tandis que le département des services correctionnels fait office de service correctionnels du comté.
Tous les shérifs adjoints du comté de Cook sont des agents de la paix assermentés et certifiés par l'État, dotés de pouvoirs de police, indépendamment de leur fonction ou de leur titre. Comme les autres services de shérif de l'Illinois, le shérif peut assurer toutes les fonctions traditionnelles de maintien de l'ordre, y compris les patrouilles et les enquêtes à l'échelle du comté, indépendamment des frontières municipales, y compris dans la ville de Chicago, mais il limite traditionnellement ses fonctions de patrouille de police aux zones non constituées en municipalités du comté, car ces zones constituent la juridiction principale d'un service de shérif de l'Illinois.
Les services de patrouille de police du shérif ne sont souvent pas nécessaires dans les villes constituées, car des villes comme Chicago ont créé leurs propres services de police. Les 500 à 600 membres du département de police du shérif n'auraient pas le personnel nécessaire pour fournir des services de police complets dans toutes les zones constituées du comté de Cook, en particulier dans une municipalité comme Chicago. 
Les adjoints du shérif, en dehors du département de la police du shérif, fournissent les autres services du shérif, tels que la surveillance des différents tribunaux du comté de Cook, la gestion et la surveillance de la prison du comté de Cook (9 800 détenus) et la supervision d'autres programmes de réhabilitation des délinquants.

### Indiana

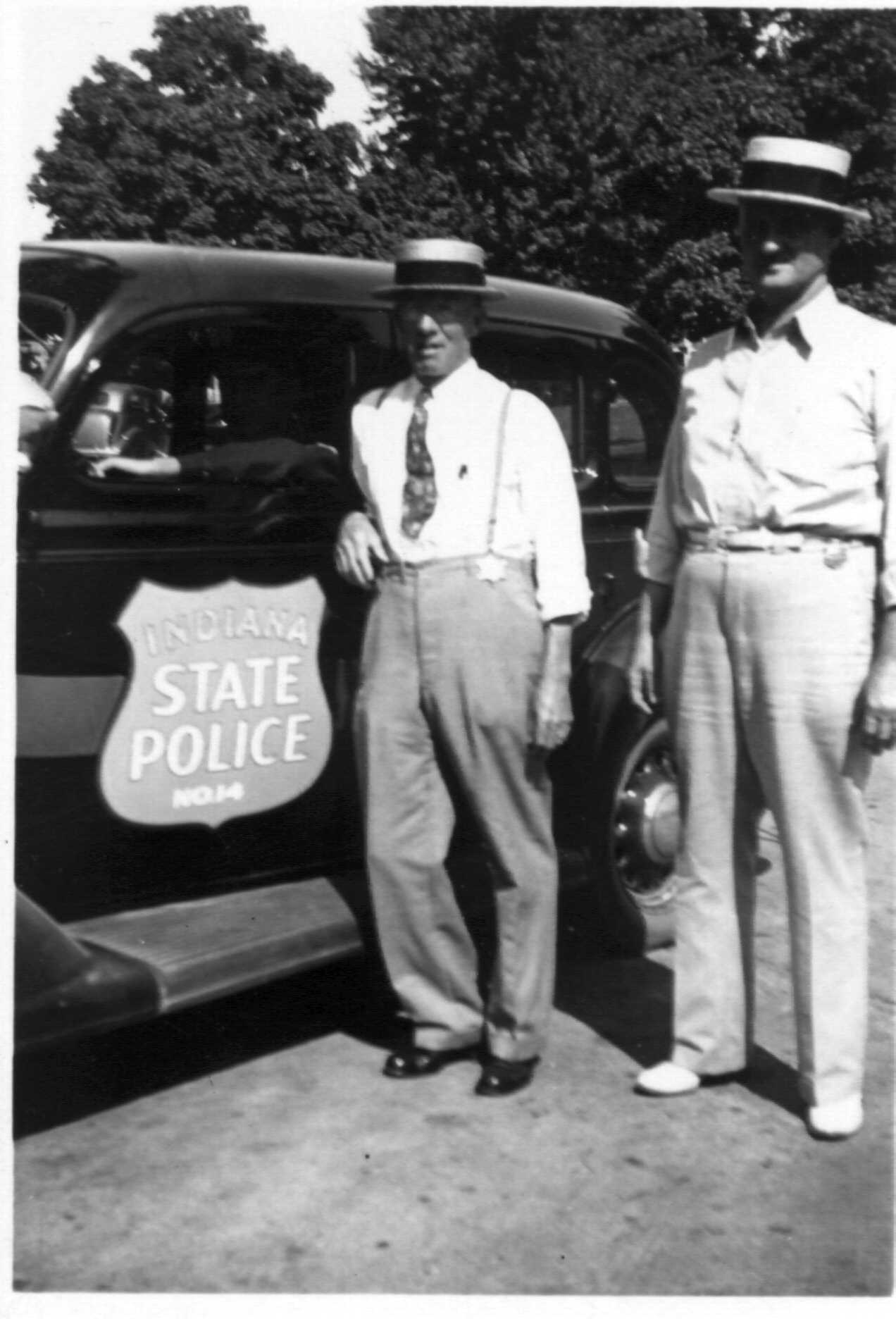
Le shérif du comté de Greene et son adjoint avec la police d'État de l'Indiana, vers 1948.

Dans l'Indiana, les shérifs de comté sont élus et leur mandat est limité, par la Constitution de l'État, à deux mandats consécutifs de quatre ans au maximum. Les shérifs de l'Indiana sont habilités à arrêter les personnes qui commettent un délit de leur point de vue, à les traduire devant un tribunal du comté compétent et à les maintenir en détention jusqu'à ce que la cause de l'arrestation ait été examinée. Ils disposent d'un pouvoir général de répression des atteintes à la paix, en faisant appel aux forces du comté pour les assister si nécessaire ; ils poursuivent et emprisonnent les criminels ; ils servent et exécutent les procédures judiciaires ; ils assistent et maintiennent l'ordre dans tous les tribunaux du comté ; ils s'occupent de la prison du comté et des prisonniers qui s'y trouvent ; ils prennent des photographies, des empreintes digitales et d'autres données d'identification que le shérif doit prescrire pour les personnes mises en détention pour des crimes ou des délits. Ils sont tenus de rendre compte au service correctionnel de l'État des coûts liés à l'incarcération des prisonniers dans le comté.

### Iowa
Il y a 99 shérifs dans l'État de l'Iowa, un pour chaque comté. Les shérifs sont élus pour un mandat de quatre ans, sans limite de durée. Les bureaux des shérifs de l'Iowa ont de nombreuses fonctions :
- La patrouille - qui est la plus visible et assure des activités de sécurité publique et des tâches de contrôle de la circulation. * la gestion de la prison - selon la loi de l'Iowa, le shérif est responsable du fonctionnement de la prison du comté. Cette responsabilité comprend le transport des prisonniers, la garde des installations pénitentiaires et, dans certains comtés, la sécurisation du tribunal du comté.
- Au civil - selon la loi de l'Iowa, le shérif est responsable de la procédure civile, qui comprend la signification des documents juridiques du tribunal et la conduite des expulsions, des ventes et d'autres tâches civiles.
- Le détective enquête sur les crimes et mène des activités de suivi des affaires.

### Kansas
Les shérifs sont élus dans leur comté, pour une durée de 4 ans. Il y a 105 comtés au Kansas, mais seulement 104 shérifs. Dans les années 1970, le comté de Riley a fusionné les services de police du comté et a créé le Riley County Police Department. Le RCPD est dirigé par un directeur qui est engagé par un conseil de police. Dans le comté de Riley, toutes les tâches qu'un shérif de comté doit accomplir sont exécutées par le RCPD. Un petit nombre de shérifs du Kansas sous-traitent leurs services de police à des villes situées sur le territoire de leur comté qui ne souhaitent pas gérer leur propre service de police. 

### Kentucky

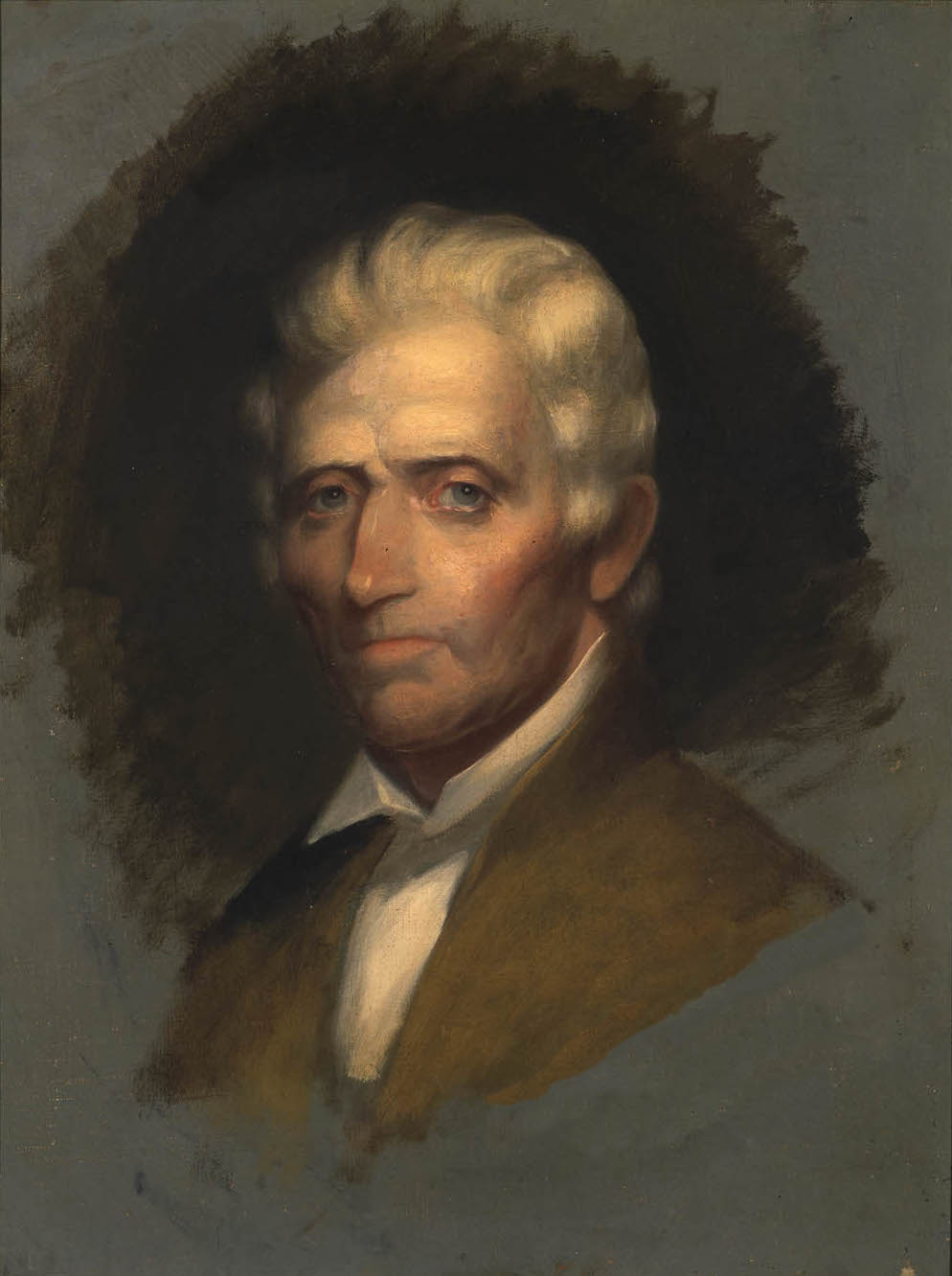
Daniel Boone, shérif de Fayette, dans le Kentucky.

Les shérifs du Kentucky sont élus pour quatre ans et leur mandat n'est pas limité. Les shérifs et les adjoints du Kentucky ont le pouvoir de patrouiller et d'arrêter des personnes dans toutes les régions de leur comté, y compris dans les communautés constituées en municipalité. Cependant, la plupart des shérifs choisissent de patrouiller dans ces localités, soit uniquement à la demande des fonctionnaires municipaux, soit en cas d'urgence majeure. Les adjoints du shérif patrouillent conjointement avec la police d'État du Kentucky, dans les zones non constituées de leur comté. En outre, les shérifs du Kentucky sont responsables de la sécurité des tribunaux, de la signification des documents judiciaires et du transport des prisonniers. Ils sont également chargés de percevoir les impôts sur les biens immobiliers et corporels. En outre, la loi du Kentucky dispose que seul le coroner du comté, également un agent de la paix élu, peut assigner le shérif en exercice à comparaître devant un tribunal pénal d'État ou le placer en état d'arrestation (tout agent de la paix peut toutefois arrêter le coroner).